# Narraga fasciolaria

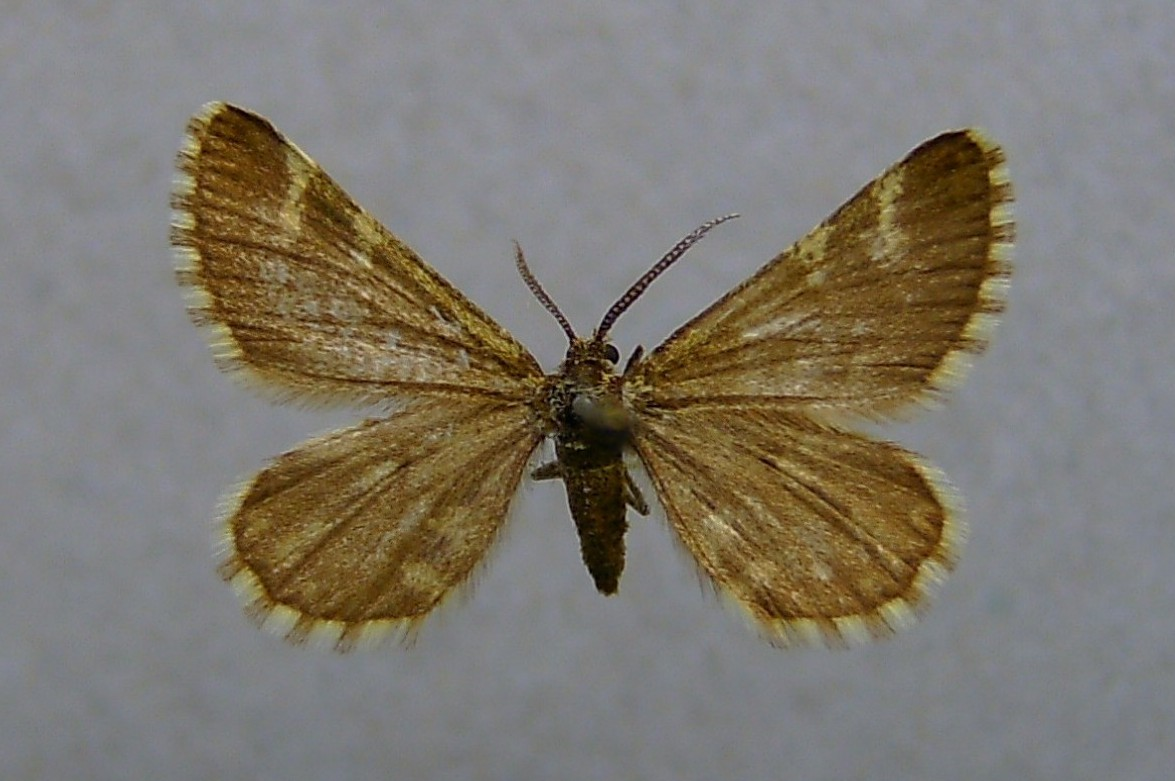
Narraga fasciolaria, Männchen (Verdunkelte Form)

Narraga fasciolaria, gelegentlich auch Gebänderter Beifußspanner genannt, ist ein Schmetterling (Nachtfalter) aus der Familie der Spanner (Geometridae).

## Merkmale

### Falter
Die relativ kleinen Falter erreichen eine Flügelspannweite von 16 bis 21 Millimetern. Auf den Flügeln herrschen blasse gelbliche Tönungen vor. Vier schmale dunkle Querbinden heben sich grau oder bräunlich auf den Vorderflügeln hervor. Die Hinterflügel entsprechen farblich den Vorderflügeln und haben drei dunkle Binden. Zuweilen sind die Männchen stark bräunlich verdunkelt und zeigen nur wenige Zeichnungselemente. Die Fransen sind braun-weiß gescheckt. Die Fühler der Männchen sind bis in die Spitzen gekämmt, diejenigen der Weibchen sind fadenförmig.

### Raupe
Erwachsene Raupen haben eine grüne Farbe und sind durch dünne weiße Nebenrückenlinien sowie ebenso gefärbte breite Seitenstreifen gekennzeichnet.

### Puppe
Die Puppe ist gelbbraun, fein punktiert und zeigt zwei divergierende Spitzen am kurzen Kremaster.

### Ähnliche Arten
Die Falter von Narraga tessularia zeigen meist ein insgesamt heller gelb oder weiß  gefärbtes Erscheinungsbild sowie schmalere Querlinien und erreichen eine geringfügig kleinere Flügelspannweite (12 bis 18 Millimeter). Zur eindeutigen Bestimmung ist eine genitalmorphologische Untersuchung zu empfehlen.
Eine gute Unterscheidungsmöglichkeit bietet das Raupenstadium, da N. fasciolaria nur den Feld-Beifuß (Artemisia campestris) als Futterpflanze annimmt, während N. tessularia an Strand-Beifuß (Artemisia maritima) lebt.

## Geographisches Verbreitung und Vorkommen
Das Verbreitungsgebiet von Narraga fasciolaria erstreckt sich von östlichen Gebieten Mitteleuropas über Zentralasien und Südrussland bis nach Ostasien. Aus Ungarn und Südmähren ist die ssp. Narraga fasciolaria danubialis bekannt. Die Art bewohnt bevorzugt Sandgebiete, Ödländereien und Heiden.

## Lebensweise
Die Falter sind überwiegend dämmerungsaktiv und fliegen zuweilen auch am Tage. Sie bilden zwei Generationen im Jahr. Die erste erscheint aus überwinternden Puppen ab Mai, die zweite nach einer Entwicklungszeit von nur zwei Monaten ab Juli. Die Raupen ernähren sich von den Blättern des Feld-Beifuß (Artemisia campestris). Die Verpuppung erfolgt in einem Kokon an der Erde.

## Gefährdung
Narraga fasciolaria ist in Deutschland überwiegend in den östlichen Bundesländern anzutreffen und wird auf der Roten Liste gefährdeter Arten in Kategorie 2 (stark gefährdet) geführt.